# God Bless Our Homeland Ghana

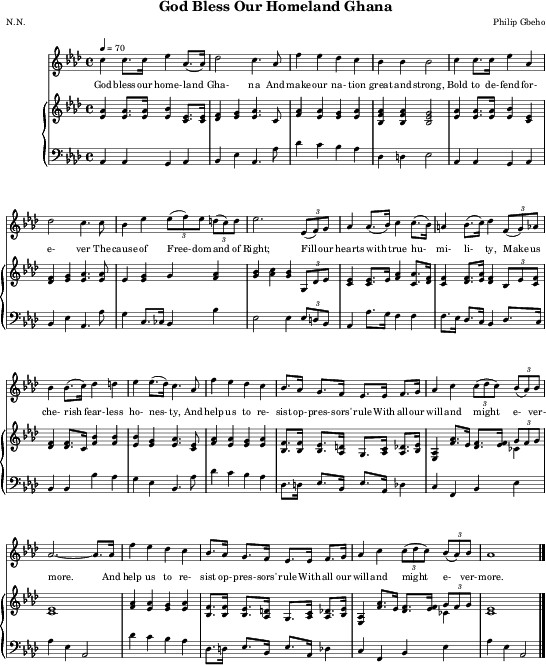

God Bless Our Homeland Ghana är Ghanas nationalsång. Den skrevs ursprungligen av Philip Gbeho, och togs upp efter självständigheten 1957. Texten ändrades efter statskuppen 1966. Texten har drag som är karakteristiska för afrikanska nationalsånger; den framhäver behovet av enhet mellan stammarna som utgör befolkningen. Sången har också panafrikanska inslag inspirerade av Kwame Nkrumah som anses som panafrikanismens fader.

## Texten
God bless our homeland Ghana
And make our nation great and strong,
Bold to defend forever
The cause of Freedom and of Right;
Fill our hearts with true humility,
Make us cherish fearless honesty,
And help us to resist oppressors' rule
With all our will and might evermore.
Hail to thy name, O Ghana,
To thee we make our solemn vow:
Steadfast to build together
A nation strong in Unity;
With our gifts of mind and strength of arm,
Whether night or day, in the midst of storm,
In ev'ry need, whate'er the call may be, sing Hale the name of Ghana now
come on...
To serve thee, Ghana, now and evermore.
Raise high the flag of Ghana
And one with Africa advance;
Black star of hope and honor
To all who thirst for liberty;
Where the banner of Ghana free flies,
May the way to freedom truly lie;
Arise, arise, O sons of Ghanaland,
And under God march on for evermore!